# Christer Schmiterlöw
Christer Fredrik Wilhelm Edwardson Schmiterlöw, född 17 april 1926 i Karlskrona, död 7 december 1995 i Stockholm, var en svensk målare, tecknare, grafiker och keramiker. 

## Biografi
Efter studier vid Otte Skölds målarskola i Stockholm 1944–1945 flyttade Schmiterlöw till Argentina där han under en längre tid studerade keramiktillverkning och keramisk konst vid Escuela Industrial de Ceramica i Jujuy. Han arbetade därefter några år som formgivare och mönstertecknare vid Industrial de Ceramica i Jujuy och som teckningslärare vid skolväsendet i Jujuy 1956–1963. Han återvände till Sverige 1963. Han medverkade i samlingsutställningar i Jujuy arrangerade av Instituto Provincial de Arte y Cultura samt genomförde en separatutställning i Jujuy 1962 i Sverige ställde han ut separat på Galleri Vasa i Stockholm 1964 och han medverkade i Liljevalchs vårsalonger. Schmiterlöw har ibland signerat sina arbeten med Edwardson. Hans konst består av stilleben, landskap och figursaker utförda i olja eller akvarell.  Dokumentärfilmaren Tom Alandh producerade 2002 filmen Två bröder - två världar som behandlar bröderna Schmiterlöws konstnärskap och liv. Schmiterlöw är representerad vid San Salvador de Jujuys konstnämnd, Stockholms läns landsting, Ystads kommun och Nynäshamns kommun.
Christer Schmiterlöw var son till majoren Carl Axel Edvard Schmiterlöw och Christine Marie Mohn Thrap-Olsen och från 1958 gift med Rosa Martiarena samt bror till Bertram Schmiterlöw (1920–2002) och halvbror till skådespelaren Vera Schmiterlöw (1904–1987). Han är begravd på S:t Botvids begravningsplats i Huddinge.